# Институт Карнеги
Институт Карнеги (англ. Carnegie Institution for Science) — американский исследовательский институт, некоммерческая организация поддерживающая научные исследования. Институт находится в городе Вашингтон.

## История
Организацию финансировал и основал Эндрю Карнеги в 1902 году.
Институт занимался науками о Земле, биологией и поддерживал археологические исследования, в частности, крупномасштабную экспедицию С. Морли в Чичен-Ицу. Институт также исследовал Евгенику.
В Институте работали известные учёные:
- Хаббл, Эдвин
- Рихтер, Чарльз Фрэнсис
- Мак-Клинток, Барбара
- Херши, Алфред
- Рубин, Вера
- Файер, Эндрю

## Структура
В настоящее время деятельность института сосредоточена на следующих областях:
- молекулярная биология растений — на факультете растительной биологии (Станфорд, Калифорния),
- биология развития — на факультете эмбриологии (Балтимор, Мэриленд),
- глобальная экология — на факультете глобальной экологии (Станфорд, Калифорния),
- науки о земле, науки о материалах и астробиология — в геофизической лаборатории (Вашингтон);
- науки о земле и планетарные науки, а также астрономия — на факультете земного магнетизма (Вашингтон) и в Обсерваториях института Карнеги в Пасадене (Калифорния) и в Лос-Кампанас (Чили).

## Память
В честь Института Карнеги назван астероид (671) Карнегия, открытый в 1908 году.